# فومپیزول
فومپیزول (به انگلیسی: Fomepizole) یک ترکیب شیمیایی با شناسه پاب‌کم ۳۴۰۶ است. این ماده به عنوان یک مهارکننده الکل دهیدروژناز برای درمان مسمومیت به متانول و اتیلن گلیکول مورد استفاده قرار می گیرد. شواهد نشان می دهد که این دارو برای مصرف در مدت کوتاه بی خطر باشد.

## عوارض جانبی
این دارو به صورت وریدی تجویز می شود. شایع ترین عارضه این دارو عبارت است از سوختگی در محل انفوزیون، تهوع و سرگیجه.
- علائم واکنش آلرژیک (کمک فوری پزشکی دریافت کنید):
  - کهیر
  - تنفس دشوار
  - تورم صورت، لب‌ها، زبان یا گلو
- علائمی که باید فوراً به پزشک اطلاع دهید:
  - بثورات پوستی، کبودی، سوزن سوزن شدن شدید، بی‌حسی، درد، ضعف عضلانی
  - حالت تهوع شدید، سرگیجه شدید یا احساس چرخش
  - احساس سبکی، مانند این که ممکن است بیهوش شوید
- عوارض جانبی رایج:
  - سردرد
  - سرگیجه، خواب‌آلودگی
  - حالت تهوع
  - طعم ناخوشایند یا فلزی در دهان[۳]